# Sebastián Pérez (kolumbijski piłkarz)
Sebastián „Seba” Pérez Cardona (ur. 29 marca 1993 w Envigado) – kolumbijski piłkarz występujący na pozycji środkowego pomocnika w portugalskim klubie Boavista oraz w reprezentacji Kolumbii. Znalazł się w kadrze na Copa América (2016 i 2021).